# Lucia Ixchíu
Descripción: K'iche, guardiana del Bosque, feminista comunitaria, gestora cultural, artista, Arquitecta y periodista Comunitaria, exiliada guatemalteca en Europa.
Ana Lucía Ixchíu Hernández, más conocida como Lucia Ixchíu o Lucía Hernández (Totonicapán, 1990) es una indígena K´iché guatemalteca, activista feminista, arquitecta, gestora cultural, periodista comunitaria, cofundadora de Mujeres en Movimienta y Festivales Solidarios. Considerada como una de las activistas más importantes de Centroamérica por su defensa del feminismo, la biodiversidad, lucha contra la corrupción y la lucha por el territorio de los pueblos indígenas.

## Trayectoria
Prefiere utilizar el nombre de Lucía Ixchíu y no el de Hernández, con el que muchos la llamaban, para destacar su procedencia indígena K´iché.
A los trece años de edad, tomó conciencia de lo que era ser mujer siguiendo los pasos de su abuela Juana. A ella le agradeció el tener la valentía de separarse, de decir basta a la violencia, y transmitirles a sus tías y hermanas la idea de luchar por un futuro mejor. Su hermana Andrea Ixchíu siguió los mismos pasos que Lucia en defensa de los derechos humanos.
A través del texto de Marcela Lagarde La soledad y la desolación, entendió la importancia del feminismo en su vida. En ese momento estaba saliendo de una relación muy dependiente, y sintió miedo de estar sola y de no saber resolver esa crisis. Paralelamente su país vivía una lucha por la memoria y la dignidad de los pueblos.
El 4 de octubre de 2012 en la Cumbre de Alaska, a los veintiún años, ante la masacre que el ejército de Guatemala cometió contra el pueblo indígena de Totonicapán, Ixchíu decidió hacerse periodista y activista comunitaria. La Prensa Comunitaria fue su casa por casi cinco años y le enseñó el valor de la verdad y de la palabra escrita, desde donde pudo alzar la voz. Como ella misma dijo: «Me dio el derecho que tenemos los pueblos indígenas a tener nuestra propia voz».
En ese mismo año, 2012, pasó a formar parte del movimiento estudiantil, donde le tocó vivir de cerca y acompañar un proceso de criminalización y prisión política, fue representante del Consejo Superior Universitario, de 2014 a 2016, de la Universidad de San Carlos de Guatemala. Apoyó el proceso de democratización de la Asociación de Estudiantes Universitarios Oliverio Castañeda de León de 2012 a 2017, parte de Usac Es Pueblo. Fue cofundadora de Festivales Solidarios (un grupo de artistas, gestores, periodistas e investigadores indígenas y mestizos que trabajo en la memoria histórica, defensa del territorio y prisión política), formó parte del noticiero indígena Maya K’at de la Federación guatemalteca de escuelas radiofónicas, de la red Somos Una Abya Yala, Latinoamérica Romper el cerco, la Internacional Feminista y el Encuentro feminista diverso. Esa experiencia urbana y estudiantil la conformó como una mujer moderna, una activista que cree en el arte como medio para democratizar la sociedad y transformarla.
Ixchíu fue cofundadora de Festivales Solidarios (un grupo de artistas, gestores, periodistas e investigadores indígenas y mestizos que trabajan en la memoria histórica, defensa del territorio y prisión política). También formó parte del noticiero indígena Maya K’at de la Federación guatemalteca de escuelas radiofónicas, de la red Somos Una Abya Yala, Latinoamérica Romper el cerco, la Internacional Feminista y el Encuentro feminista diverso.

lucho por que mis abuelas, con miles de despojos sobre sus cuerpos y sus vidas, nos enseñaron a no rendirnos, a vivir con dignidad. Lucho porque creo firmemente que tenernos el derechos a vivir de paz y decidir qué queremos que suceda en nuestros territorios. En casa me enseñaron desde niña que en mi país hubo genocidio y una guerra, tuve acceso a la información, pero me mantuve aparte y un poco indiferente de mi entorno hasta mis 21 años, fue hasta la masacre del 4 de octubre del 2012 que llegó mi toma de conciencia de lo que representa ser una persona indígena en mi país que es estructuralmente racista. Y principalmente lucho desde nosotras las mujeres diversas, indígenas, por nosotras, que sin duda lo tenemos mucho más complicado que los compañeros que asumen su identidad como hombres, en este sistema que no sólo es capitalista y extractivista. Otra razón fundamental de esta lucha por la vida, sin duda, es la biodiversidad. Estamos en constante y permanente lucha por nuestros derechos como mujeres indígenas, negras, mestizas, diversas, tans, VHI+.

El artículo Los rostros de la nueva política en Guatemala, publicado en 2016 por The New York Times, incluyó a Ixchíu entre las personalidades emergentes de la nueva política de Guatemala, junto a Briseida Milán, Gabriel Wer, Joel Morales, Gabriela Carrera, Ivonne Monterroso, Libertad Garrido, entre otros. En dicho artículo los activistas hablaban del acceso al poder como única vía para cambiar las cosas, y consideraban a los partidos de Guatemala como «partidos sin vida».
Centroamérica en medio del despojo y nuestra lucha feminista fue un texto colectivo publicado en febrero de 2019, que contó con la colaboración de Ixchíu y otras mujeres de la región centroamericana de Honduras. Se pretendió poner en contexto las situaciones políticas adversas, convulsas y antidemocráticas, los fraudes electorales, los golpes de estado técnicos, las dictaduras violentas y asesinas, y la situación de muchas mujeres que ponían en riesgo sus vidas por desafiar al sistema.
Defendió el derecho de las comunidades indígenas al uso de las comunicaciones y en particular de la radio comunitaria, esencial para el apoyo, revitalización y preservación de lenguas indígenas, como canal de fácil acceso a la información y para organización de las personas dispersas por los territorios y sin opciones de servicios telefónicos o de Internet. Así en 2015 denunció las amenazas, insultos y violencia física contra la prensa comunitaria por dar cobertura a las movilizacions indígenas opuestas a la construcción de una prensa hidroeléctrica en Santa Cruz y su preocupación por el impacto ecológico y cultural.
El artículo Los rostros de la nueva política en Guatemala, publicado en 2016 por The New York Times, incluyó a Ixchíu entre las jóvenes personalidades emergentes de la nueva política de Guatemala, junto a Briseida Milán, Gabriel Wer, Joel Morales, Gabriela Carrera, Ivonne Monterroso y Libertad Garrido, entre otras. En dicho artículo los activistas hablaban del acceso al poder como única vía para cambiar las cosas, y consideraban a los partidos de Guatemala como "partidos sin vida".
En el año 2016, tras participar en el Encuentro Latinoamericano de Mujeres, Ixchíu se reconoció como feminista.
Centroamérica en medio del despojo y nuestra lucha feminista, fue un texto colectivo publicado en febrero de 2019, que contó con la colaboración de Ixchíu y otras mujeres de la región centroamericana de Honduras. Se pretendía poner en contexto las situaciones políticas adversas, convulsas y antidemocráticas, los fraudes electorales, los golpes de estado técnicos, las dictaduras violentas y asesinas, y la situación de muchas mujeres que ponían en riesgo sus vidas por desafiar al sistema.
Lucia Ixchíu fundó los Festivales Solidarios por creer en la expresión artística como vía de acción. Organizó muchos festivales como el de "Vivas nos queremos", (2020) dentro del Día Internacional de la Mujer, con la participación de muchas artistas guatemaltecas y un encuentro virtual con 150 grupos indígenas, que recogió en su momento el periódico La Hora.
El Observatorio para la Protección de los Defensores de Derechos Humanos (OMCT-FIDH) y la UDEFEGUA, denunció el 22 de septiembre de 2020 las amenazas y agresiones sufridas por Ixchíu y otras personas defensoras del territorio indígena cuando realizaban grabaciones para un documental en el bosque comunitario del Alta, en Totonicapán y se encontraron con taladores ilegales de árboles. La sensación de impunidad y la existencia del clima hostil contra quienes defienden los derechos humanos se agudizó tras el comunicado de prensa de la Comisión Interamericana de Derechos Humanos (CIDH), condenando asesinatos y agresiones contra personas defensoras en Guatemala.